# Attentat suicide à Znamenskoïe en 2003
L'attentat suicide de Znamenskoïe s'est produit le 12 mai 2003 à Znamenskoïe en Tchétchénie, lorsque trois kamikazes rebelles, dont deux femmes, ont conduit un camion piégé contre une administration gouvernementale locale et le complexe de la direction du Service fédéral de sécurité de la fédération de Russie (FSB), tuant au moins 59 personnes et en blessant environ 200 autres, pour la plupart des civils.
Le complexe contenait le siège du FSB. L'aile majoritaire des rebelles, dirigée par Aslan Maskhadov, a nié toute implication et condamné l'attaque.
Un chef de guerre tchétchène, Khozh-Akhmed Dushayev, a été accusé d'avoir organisé l'explosion. Aucune accusation formelle n'a jamais été portée et Dushayev a été tué en Ingouchie en juin 2003. 